# Зарожанська Дача
Зарожа́нська Да́ча — лісовий заказник місцевого значення в Україні. Розташований у межах Хотинського району Чернівецької області, на північ від села Зарожани. 
Площа 129 га. Статус присвоєно згідно з рішенням 6-ї сесії обласної ради ХХІІІ скликання від 10.03.1999 року № 14-6/99. Перебуває у віданні ДП «Хотинський лісгосп» (Клішківецьке л-во, кв. 39, вид. 6, 7; кв. 46, вид. 2, 3; кв. 50, вид. 2). 
Статус присвоєно для збереження двох частин лісового масиву корінного типу, які є резерватом дуба звичайного.